# That's the Way Love Goes (canción de Janet Jackson)
«That's The Way Love Goes» es una canción escrita y producida por la cantante estadounidense Janet Jackson y los escritores y productores Jimmy Jam y Terry Lewis. La canción fue incluida en el cuarto álbum de estudio de Jackson, titulado janet., publicado en 1993. “That's The Way Love Goes” fue el primer sencillo del álbum y se lanzó a mediados de 1993; obteniendo excelentes resultados, tanto críticos, cómo comerciales; convirtiéndose en el mayor éxito de toda la carrera de Jackson en ese momento.

## Información general
“That's The Way Love Goes” fue escrita por Jackson y sus colaboradores de siempre Jimmy Jam y Terry Lewis. La producción usa un sample (muestra) de la canción “Papa Don't Take No Mess” de James Brown, grabada en 1974.
La canción ganó un premio Grammy en 1994, en la categoría “Mejor canción r&b”. Jackson también obtuvo otra nominación en la categoría “Mejor interpretación vocal femenina de r&b”, perdiendo frente a “Another Sad Love Song” de Toni Braxton.
En 1993, Jackson interpretó la canción en vivo en los premios MTV Video Music Awards, en un popurrí con la canción “If”.
Desde su lanzamiento, la canción ha sido grabada por varios artistas, cómo Norman Brown, 'N Sync, Chantay Savage, Deborah Cox, y Brownstone.
“That's The Way Love Goes” apareció en el número 427 en la lista “The 500 greatest songs since you were born” de la revista Blender.

## Recepción comercial y rendimiento en listas de popularidad
“That's the way love goes” debutó en la lista “Hot 100” de la revista Billboard de Estados Unidos, el 1 de mayo de 1993, en el número catorce. Ascendió al número uno en su tercera semana, y logró mantenerse en la cima de la lista durante ocho semanas consecutivas. “That's the way love goes” se convirtió en el sexto sencillo de Jackson que alcanzaba el número en uno en la lista “Hot 100”.
En total, el sencillo se mantuvo durante veintitrés semanas en la lista, y a fin de año apareció en el número cuatro en la lista de los sencillos más vendidos durante 1993 en Estados Unidos. La Recording Industry Association of America le otorgó a “That's the way love goes”, un disco de platino por vender más de un millón de unidades en Estados Unidos.
En la lista "Hot R&B/Hip-Hop Songs", debutó en el número ocho y ascendió al número uno en su segunda semana, convirtiéndose en el décimo sencillo de Jackson que lograba ésta hazaña. El sencillo también llegó al número uno en la lista "Hot Dance Club Play", convirtiéndose en su noveno sencillo número uno en esta lista. Hasta el momento, “That's the way love goes” es el sencillo más exitoso de Jackso en su país natal.
En Australia; el sencillo debutó en la lista ARIA; el 16 de mayo de 1993, en el número cuatro. Ascendió al número uno en su tercera semana, permaneciendo en la cima de la lista durante una semana. En total; el sencillo se mantuvo durante catorce semanas consecutivas en las diez primeras posiciones y dieciocho en toda la lista.
En la lista de sencillos del Reino Unido; debutó el 8 de mayo de 1993, en el número dos y no avanzó más. Se mantuvo durante cuatro semanas en las diez primeras posiciones y diez semanas en toda la lista.
“That's the way love goes” también alcanzó las diez primeras posiciones en varios otros países, entre los que se destacan: Alemania, Irlanda y Suecia; y alcanzó las veinte primeras posiciones en Austria, Francia y Suiza.

## Vídeo musical
El vídeo musical de la canción, fue dirigido por el exmarido de Jackson René Elizondo, Jr. En el vídeo se puede ver a Jackson con sus amigos compartiendo en un hotel; en el comienzo Jackson le pide a una de sus amigas que reproduzca la música en la radio para que ella pueda interpretar la canción, entonces ella comienza a cantar hasta que es interrumpida por su amiga Tish que pausa la música, entonces Jackson le grita y ella una vez más reproduce la música. Luego todos comienzan a bailar al ritmo de la música. En el vídeo también aparece una entonces desconocida Jennifer Lopez, que en ese momento era una de las cantantes de respaldo vocal de Jackson.
El videoclip de “That's the way love goes” obtuvo tres nominaciones a los premios MTV video music awards de 1993; en las categorías Mejor vídeo femenino, Mejor vídeo bailable y Mejor coreografía. El vídeo ha sido incluido en cuatro compilaciones de vídeo de Jackson, éstos son: janet. (1993) Design of a decade (1996), una edición limitada del DVD del álbum All for You (2001), y From janet. to damita jo: the videos (2004).
También existe una versión alternativa del vídeo, titulada “One take version”, que fue filmada en la misma habitación del hotel, pero a diferencia de la versión original, las tomas de ésta se centran exclusivamente en Jackson. Al parecer esta versión sólo fue incluida en la compilación de vídeos janet. (1994).

## Lista de pistas y formatos
| Reino Unido CD single (VSCDG1460)(edición limitada) Alemania CD maxi single (891 896 2) Países Bajos CD maxi single (7243 891895 2 0) 1. LP Version - 4:25 2. CJ R&B 7" Mix - 4:10 3. CJ R&B 12" Mix - 6:16 4. CJ FXTC Club Mix 12" - 6:23 5. Macapella - 6:22 6. CJ FXTC Instrumental - 6:14 Reino Unido promo 7" single (VS 1460) Estados Unidos promo 7" single (S717332) Japón CD single (VJDP-10207) 1. LP Version - 4:25 2. Instrumental - 4:25 Reino unido 12" single (VST 1460) 1. CJ R&B 12" Mix - 6:16 2. LP Version - 4:25 3. Macapella - 6:22 4. CJ FXTC Club Mix 12" - 6:23 5. CJ FXTC Dub - 6:14 6. CJ FXTC Instrumental - 6:14 | Estados Unidos 12" single (Y-12661) 1. CJ R&B 12" Mix - 6:16 2. LP Version - 4:25 3. CJ FXTC Club Mix 12" - 6:23 4. CJ FXTC Dub - 6:14 Estados Unidos promo CD single (DPRO-12783) 1. That's The Remix (We Aimsta Win) #1 - 5:42 2. That's The Remix (We Aimsta Win) #2 - 5:14 3. That's The Remix (We Aimsta Win Instrumental) - 5:42 Estados Unidos CD maxisencillos (V25H-12654) 1. CJ R&B 7" Mix - 4:10 2. CJ R&B 12" Mix - 6:16 3. CJ FXTC Club Mix 12" - 6:23 4. Macapella - 6:22 5. CJ FXTC Instrumental - 6:14 6. LP Version - 4:25 |

## Posicionamiento en listas y certificaciones
| País           | Lista (1993)                    | Posición más alta |
| -------------- | ------------------------------- | ----------------- |
| Australia      | ARIA singles chart              | 1                 |
| Austria        | Austrian singles chart          | 16                |
| Países Bajos   | Dutch top 40                    | 7                 |
| Francia        | French singles chart            | 15                |
| Alemania       | German singles chart            | 9                 |
| Irlanda        | Irish singles chart             | 8                 |
| Suecia         | Swedish singles chart           | 7                 |
| Suiza          | Swiss singles chart             | 11                |
| Estados Unidos | Billboard Hot 100               | 1                 |
| Estados Unidos | Billboard Hot Dance Club Play   | 1                 |
| Estados Unidos | Billboard Hot R&B/Hip-Hop Songs | 1                 |
| Estados Unidos | Billboard Adult contemporary    | 16                |
| Reino Unido    | UK Singles Chart                | 2                 |

### Certificaciones
| País           | Certificación | Ventas    |
| -------------- | ------------- | --------- |
| Reino Unido    | Plata         | 200.000   |
| Estados Unidos | Platino       | 1.000.000 |

## Remezclas oficiales
- Album Version – 4:25
- Instrumental – 4:25
- A cappella – 4:25
- CJ R&B 7" Mix – 4:10
- CJ R&B 12" Mix – 6:16
- CJ Macapella – 6:22
- CJ FXTC Club Mix – 6:24
- CJ FXTC Dub – 6:14
- CJ FXTC Instrumental – 6:16
- We Aimsta Win Mix #1 – 5:42
- We Aimsta Win Mix #2 – 5:14
- We Aimsta Win Instrumental – 5:42
- "That's the Way Love Goes/If" Medley (Live) – 5:46